# Estadio Sausalito
Estadio Sausalito is een voetbalstadion in de Chileense stad Viña del Mar. Vaste bespeler is CD Everton, een club uit de hoogste afdeling van het Chileense profvoetbal, Primera División. De capaciteit van het in 1929 geopende complex is 18.037 toeschouwers.
Het stadion was gastheer van acht duels bij het wereldkampioenschap voetbal 1962. Ook bij de strijd om de Copa América 1991 werden acht wedstrijden gespeeld in het Estadio Sausalito, dat is vernoemd naar het nabijgelegen en gelijknamige meer. In 2015 werden drie duels om de Copa América 2015 afgewerkt in het stadion, waarvan de kwartfinale tussen Argentinië en Colombia op 26 juni 2015 met 21.508 toeschouwers het best bezocht werd.

## Interlands
| №  | Datum            | Wedstrijd                       | Uitslag | Competitie           | Toeschouwers |
| -- | ---------------- | ------------------------------- | ------- | -------------------- | ------------ |
| 1  | 30 mei 1962      | Brazilië – Mexico               | 2 – 0   | WK 1962              | 10.484       |
| 2  | 31 mei 1962      | Tsjecho-Slowakije – Spanje      | 1 – 0   | WK 1962              | 12.700       |
| 3  | 2 juni 1962      | Brazilië – Tsjecho-Slowakije    | 0 – 0   | WK 1962              | 14.903       |
| 4  | 3 juni 1962      | Spanje – Mexico                 | 1 – 0   | WK 1962              | 11.875       |
| 5  | 6 juni 1962      | Brazilië – Spanje               | 2 – 1   | WK 1962              | 18.715       |
| 6  | 7 juni 1962      | Mexico – Tsjecho-Slowakije      | 3 – 1   | WK 1962              | 10.648       |
| 7  | 10 juni 1962     | Brazilië – Engeland             | 3 – 1   | WK 1962 Kwartfinale  | 17.736       |
| 8  | 13 juni 1962     | Tsjecho-Slowakije – Joegoslavië | 3 – 1   | WK 1962 Halve finale | 5.890        |
| 9  | 8 februari 1985  | Chili – Finland                 | 2 – 0   | Vriendschappelijk    | 8.220        |
| 10 | 9 juli 1991      | Uruguay – Ecuador               | 1 – 1   | Copa América 1991    | 18.430       |
| 11 | 9 juli 1991      | Brazilië – Bolivia              | 2 – 1   | Copa América 1991    | 18.430       |
| 12 | 11 juli 1991     | Colombia – Bolivia              | 0 – 0   | Copa América 1991    | 19.350       |
| 13 | 11 juli 1991     | Brazilië – Uruguay              | 1 – 1   | Copa América 1991    | 19.350       |
| 14 | 13 juli 1991     | Ecuador – Bolivia               | 4 – 0   | Copa América 1991    | 17.250       |
| 15 | 13 juli 1991     | Colombia – Brazilië             | 2 – 0   | Copa América 1991    | 17.250       |
| 16 | 15 juli 1991     | Uruguay – Colombia              | 1 – 0   | Copa América 1991    | 19.000       |
| 17 | 15 juli 1991     | Brazilië – Ecuador              | 3 – 1   | Copa América 1991    | 19.000       |
| 18 | 4 januari 1997   | Chili – Armenië                 | 7 – 0   | Vriendschappelijk    | 17.726       |
| 19 | 10 februari 2005 | Chili – Ecuador                 | 3 – 0   | Vriendschappelijk    | 15.000       |
| 20 | 15 november 2006 | Chili – Paraguay                | 3 – 2   | Vriendschappelijk    | 15.000       |
| 21 | 5 juni 2015      | Chili – El Salvador             | 1 – 0   | Vriendschappelijk    | 14.270       |
| 22 | 12 juni 2015     | Mexico – Bolivia                | 0 – 0   | Copa América 2015    | 14.987       |
| 23 | 20 juni 2015     | Argentinië – Jamaica            | 1 – 0   | Copa América 2015    | 21.083       |
| 24 | 26 juni 2015     | Argentinië – Colombia           | 0 – 0   | Copa América 2015    | 21.508       |